# Diócesis de Kabinda
La diócesis de Kabinda (en latín: Dioecesis Kabindaënsis y en francés: Diocèse de Kabinda) es una circunscripción eclesiástica de la Iglesia católica en la República Democrática del Congo. Se trata de una diócesis latina, sufragánea de la arquidiócesis de Kananga. Desde el 23 de julio de 2020 su obispo es Félicien Ntambue Kasembe, de la Congregación del Inmaculado Corazón de María.

## Territorio y organización
La diócesis tiene 58 625 km² y extiende su jurisdicción sobre los fieles católicos de rito latino residentes en los territorios de Kabinda y Lubao de la provincia de Lomami; Lusambo y parte del de Lubefu en la provincia de Sankuru y parte del territorio de Kabongo en la provincia de Katanga.
La sede de la diócesis se encuentra en la ciudad de Kabinda, en donde se halla la Catedral de San Martín.
En 2021 en la diócesis existían 31 parroquias agrupadas en 6 decanatos: Kabinda, Lubao, Lusambo, Kalonda, Tshungu y Basubuke.

## Historia
El vicariato apostólico de Kabinda fue erigido el 24 de marzo de 1953 con la bula Sanctae Ecclesiae del papa Pío XII, obteniendo el territorio del vicariato apostólico de Luluabourg (hoy arquidiócesis de Kananga).
El 10 de noviembre de 1959 el vicariato apostólico fue elevado a diócesis con la bula Cum parvulum del papa Juan XXIII.
En 1963 cedió una parte de su territorio para la erección de la administración apostólica de Mbuji-Mayi (hoy diócesis de Mbujimayi).
El 12 de enero de 1974 cedió otra porción de territorio a la diócesis de Kamina mediante el decreto Cum ad bonum.

## Estadísticas
Según el Anuario Pontificio 2022 la arquidiócesis tenía a fines de 2021 un total de 574 650 fieles bautizados.
| Año                                                                             | Población            | Población | Población      | Sacerdotes | Sacerdotes    | Sacerdotes    | Bautizados por sacerdote | Diáconos permanentes | Religiosos | Religiosos | Parroquias |
| Año                                                                             | Bautizados católicos | Total     | % de católicos | Total      | Clero secular | Clero regular | Bautizados por sacerdote | Diáconos permanentes | Varones    | Mujeres    | Parroquias |
| ------------------------------------------------------------------------------- | -------------------- | --------- | -------------- | ---------- | ------------- | ------------- | ------------------------ | -------------------- | ---------- | ---------- | ---------- |
| 1969                                                                            | 100 300              | 293 000   | 34.2           | 33         | 8             | 25            | 3039                     |                      | 48         | 39         | 2          |
| 1980                                                                            | 115 497              | 347 508   | 33.2           | 23         | 7             | 16            | 5021                     |                      | 30         | 51         | 15         |
| 1990                                                                            | 134 815              | 442 175   | 30.5           | 37         | 26            | 11            | 3643                     |                      | 26         | 85         | 21         |
| 1999                                                                            | 149 076              | 514 786   | 29.0           | 52         | 47            | 5             | 2866                     |                      | 16         | 130        | 19         |
| 2000                                                                            | 161 489              | 514 800   | 31.4           | 48         | 44            | 4             | 3364                     |                      | 17         | 114        | 17         |
| 2001                                                                            | 162 529              | 515 600   | 31.5           | 53         | 49            | 4             | 3066                     |                      | 15         | 118        | 18         |
| 2002                                                                            | 164 086              | 516 113   | 31.8           | 51         | 47            | 4             | 3217                     |                      | 14         | 88         | 22         |
| 2003                                                                            | 206 113              | 516 113   | 39.9           | 56         | 51            | 5             | 3680                     |                      | 15         | 95         | 23         |
| 2004                                                                            | 200 000              | 700 000   | 28.6           | 58         | 54            | 4             | 3448                     |                      | 9          | 95         | 23         |
| 2006                                                                            | 207 644              | 725 746   | 28.6           | 64         | 60            | 4             | 3244                     |                      | 16         | 130        | 24         |
| 2011                                                                            | 240 000              | 1 219 000 | 19.7           | 60         | 57            | 3             | 4000                     |                      | 21         | 133        | 29         |
| 2013                                                                            | 550 000              | 1 055 400 | 52.1           | 66         | 61            | 5             | 8333                     |                      | 23         | 136        | 29         |
| 2016                                                                            | 591 100              | 1 141 080 | 51.8           | 56         | 53            | 3             | 10 555                   |                      | 18         | 138        | 30         |
| 2019                                                                            | 650 000              | 1 254 100 | 51.8           | 60         | 58            | 2             | 10 833                   |                      | 18         | 156        | 31         |
| 2021                                                                            | 574 650              | 1 277 081 | 45.0           | 60         | 58            | 2             | 9577                     |                      | 18         | 162        | 31         |
| Fuente: Catholic-Hierarchy, que a su vez toma los datos del Anuario Pontificio. |                      |           |                |            |               |               |                          |                      |            |            |            |

## Episcopologio
- Georges Kettel, C.I.C.M. † (24 de marzo de 1953-19 de diciembre de 1968 renunció[nota 1])
- Matthieu Kanyama † (16 de diciembre de 1968-2 de noviembre de 1995 retirado)
- Valentin Masengo Mkinda † (2 de noviembre de 1995-26 de octubre de 2018 falleció)
- Félicien Ntambue Kasembe, C.I.C.M., desde el 23 de julio de 2020